# Pamjat Asowa
| Память Азова      | Память Азова                                                                                |
| ----------------- | ------------------------------------------------------------------------------------------- |
| Bauwerft:         | Baltische Werke                                                                             |
| Kiellegung:       | 12. Juli 1886                                                                               |
| Stapellauf:       | 20. Mai 1888                                                                                |
| Indienststellung: | 1890                                                                                        |
| Dienstzeit:       | 1890–1925                                                                                   |
| Verdrängung:      | 6674 t                                                                                      |
| Länge:            | 117 m                                                                                       |
| Breite:           | 17,2 m                                                                                      |
| Tiefgang:         | 8,2 m                                                                                       |
| Antrieb:          | 2 stehende Dreizylinder-Dreifachverbunddampfmaschinen 6 Zylinderkessel 2 Schrauben 8.500 PS |
| Geschwindigkeit:  | 16 kn                                                                                       |
| Reichweite:       |                                                                                             |
| Besatzung:        | 640                                                                                         |
| Bewaffnung:       | Geschütze: - 2 × 203-mm-L/35-Kanone M1885 - 13 × 152-mm-L/35-Kanone M1877 - 3 Torpedorohre  |
| Panzerung:        | - Gürtel: 152 – 104 mm - Deck: 63,5 – 37 mm - Geschützschilde: 57 mm                        |

Pamjat Asowa (russ.: Память Азова) war der Name einer Panzerfregatte der Kaiserlich-Russischen Marine. Das Schiff erhielt seinen Namen zum Gedenken (russ.: память) an das russische Linienschiff Asow (russ.: Азов), das sich bei der Schlacht von Navarino ausgezeichnet hatte. Die St.-Georgs-Flagge, mit der die Asow für die in der Schlacht gezeigten Leistungen ausgezeichnet wurde, ging auf die Pamjat Asowa über. Die 1819 gestiftete St.-Georgs-Flagge war die höchste Auszeichnung, die einem Schiff verliehen werden konnte, dessen Besatzung beispielhaften Mut und Tapferkeit gezeigt hatte.
Das Schiff wurde im Jahr 1886 auf Kiel gelegt, der Stapellauf erfolgte 1888 und die Indienststellung zwei Jahre später 1890. Das Schiff wurde den Gardeeinheiten der Flotte zugeordnet. Nach wechselvoller Geschichte wurde das Schiff 1925 außer Dienst gestellt. In den Flottenlisten der russischen Flotte wurde das Schiff als Kreuzer 1. Ranges geführt. Aufgrund der Ausführung der Panzerung wird das Schiff in der russischen Literatur auch als halbgepanzerte Fregatte (полуброненосный фрегат) bezeichnet.

## Bau
Initiator des Baus war der mit der Führung des russischen Marineministeriums beauftragte Vizeadmiral Iwan Alexejewitsch Tschastjakow. Das Projekt eines Ozean-Kreuzers mit einer Wasserverdrängung von 6000 t wurde im Oktober 1885 von den Baltischen Werken in St. Petersburg fertiggestellt. Nach dem Entwurf, der unter Leitung des Ingenieurs N. E. Titow ausgearbeitet wurde, sollte die Länge des Schiffes zwischen den Loten 340 Fuß und 10 Zoll betragen, in der Konstruktionswasserlinie 377 Fuß und 4 Zoll. Die Breite des Schiffes war mit 50 Fuß veranschlagt, der Tiefgang am Achtersteven 25 Fuß.
Am 9. Dezember 1885 wurden in der Schiffbauabteilung des Ministeriums die vorgesehene Bewaffnung und Panzerung präzisiert. Für die zwei Geschütze vom Kaliber 8 Zoll mit einer Länge von 35 Kalibern wurde ein Gewicht von 2798 Pud (ungefähr 47 t) veranschlagt, für die vierzehn Kanonen vom Kaliber 6 Zoll (Länge 35 Kaliber) von 9660 Pud. Die Munition für die 8-Zoll-Geschütze hatte ein Gewicht von 2500 Pud, das entsprach 125 Schuss, die für die 6-Zoll-Geschütze von 8846 Pud. Für Bewaffnung und Munition ergab sich ein Gesamtgewicht von 23.805 Pud oder 391 t. Auf Forderung der Marinetechnischen Kommission wurde die Panzerung nur für einen 179 Fuß langen Teil des Rumpfes geplant. Der Gürtelpanzer wurde durch gepanzerte Querschotte unterhalb der Wasserlinie abgeschlossen, dadurch konnte das Gewicht der Panzerung von ursprünglich 733 t auf 714 t gesenkt werden.
Mitte Februar 1886 wurde die geplante Panzerung überarbeitet: Der Gürtelpanzer erstreckte sich nun über die gesamte Wasserlinie. Die Höhe des Panzers wurde auf 6 Fuß vergrößert. Das Panzerdeck hatte eine Stärke von 37 mm, die am Bug und am Heck auf 25,4 mm verringert wurde.
Am 27. Juni 1886 erhielt das Schiff den Namen Pamjat Asowa. Die offizielle Kiellegung fand am 12. Juli 1886 in Anwesenheit des russischen Kaisers Alexander III., der Kaiserin Maria Fedorowna, der griechischen Königin Olga Konstantinowna und des General-Admirals Alexej Alexandrowitsch statt. Der Bau des Rumpfes begann schon am 4. März 1886. Die Technik des Baus war bereits bei den Kreuzern Admiral Nachimow und Wladimir Monomach erprobt worden.
Der Stapellauf fand am 20. Mai 1888 im Beisein des russischen Kaisers Alexander III. statt. Auf den Tag genau 200 Jahre zuvor war das vom russischen Kaiser Peter I. gebaute Boot zu Wasser gelassen worden. Die Besatzung des Schiffes wurde der 2. Besatzung Ihrer Hoheit der Königin der Hellenen zugeordnet. Diese mehr oder weniger symbolische Zuordnung der Königin zum Schiff entspricht in etwa der eines Regimentsinhabers oder Ehrenobersten zu einem Regiment des Heeres und war zur damaligen Zeit in den europäischen Staaten weit verbreitet.
Die Ausrüstung des Schiffes wurde beschleunigt, da der Zarewitsch Nikolai Alexandrowitsch eine Bildungsreise auf ihm durchführen sollte. Für diese Reise wurde das Schiff besonders luxuriös ausgestattet. Möbel und die Rahmen der Spiegel bestanden aus Mahagoni, die Sterne der Beiboote wurden vergoldet. In diesem Zusammenhang wurden auch Wohndeck, Kabinen und Offiziersmesse mit Fliesen und einem Fußbodenbelag aus Splittasphalt ausgestattet. Diese Ausrüstung erhöhte das Gewicht des Schiffes um ungefähr 70 t.

## Einsatz

### Jungfernfahrt

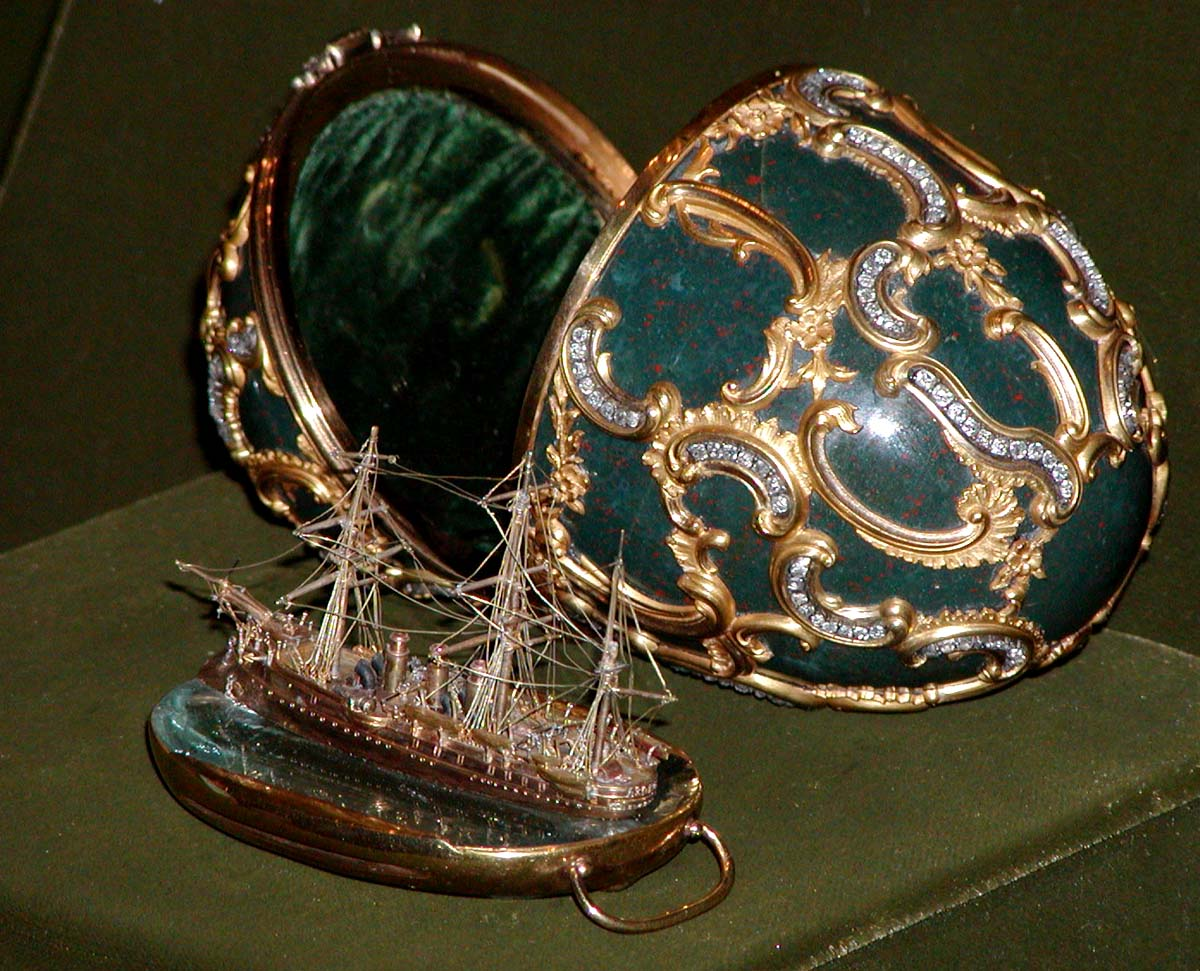
Fabergé-Ei mit Miniatur der Pamjat Asowa

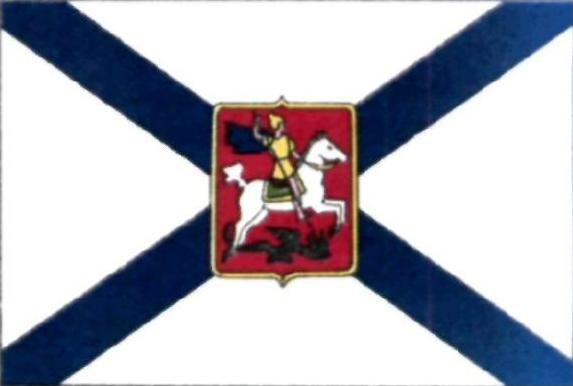
St.-Georgs-Flagge (Георгиевский флаг)

Am 23. August 1890 lief die Pamjat Asowa unter dem Kommando von Kapitän 1. Ranges N. N. Lomen zu ihrer Jungfernfahrt aus. Die Fahrt führte über Ost- und Nordsee, den Ärmelkanal und die Biskaya um die iberische Halbinsel ins Mittelmeer. Von dort sollte die Reise über die Dardanellen ins Schwarze Meer nach Sewastopol gehen, um den Thronfolger an Bord zu nehmen. Während der Fahrt geriet das Schiff auf der Etappe von Plymouth nach Malta in einen schweren Sturm. Der Kapitän des Schiffes merkte dazu an:

„Вообще фрегат оказался крепок и обладает довольно хорошими мореходными качествами в полном грузу, но всё-таки короток для форсирования большой океанской волны.“

„Insgesamt war die Fregatte stark und hatte auch bei voller Beladung eine ausreichend gute Seetüchtigkeit, ist aber noch zu kurz, um große Ozeanwellen zu durchschneiden“

Da die Türkei dem Schiff die Durchfahrt durch die Dardanellen verweigerte, musste der Thronfolger in Triest an Bord genommen werden. Am 19. Oktober lief das Schiff aus Triest aus, um über den Suezkanal, das Rote Meer und den Indischen Ozean die Insel Ceylon zu erreichen. Auf dem weiteren Weg wurde ein Zwischenstopp in Bombay eingelegt, den der Thronfolger zu einem kurzen, 42-tägigen Erholungsaufenthalt nutzte. Der Bruder des Thronfolgers, Georgi Alexandrowitsch, der auf der Pamjat Asowa als Fähnrich diente, erkrankte während des Aufenthaltes an Tuberkulose und kehrte am 23. Januar 1891 auf der Admiral Nachimow nach Russland zurück. Die Pamjat Asowa lief am 31. Januar 1891 aus Bombay mit Kurs auf Ceylon aus. Über Singapur, Batavia, Bangkok, Saigon, Hongkong und Nagasaki wurde am 16. Mai Wladiwostok erreicht. Während des Aufenthalts in Japan war es zum Ōtsu-Zwischenfall gekommen, als der japanische Polizist Tsuda Sanzō ein erfolgloses Attentat auf den Thronfolger unternahm. Der japanische Kaiser Meiji besuchte wenige Tage darauf die Pamjat Asowa.
Unmittelbar nach dem Einlaufen in Wladiwostok wurde dem Kapitän 1. Ranges S. F. Bayer das Kommando über das Schiff übertragen. Anlässlich der erfolgreichen Fahrt fertigte der bekannte St. Petersburger Juwelier Carl Peter Fabergé zwei Fabergé-Eier an, die eine Miniaturnachbildung des Schiffes enthielten.
Das folgende Jahr verbrachte das Schiff in fernöstlichen Gewässern. Dabei wurden mehrere ausländische Häfen besucht. Am 5. Mai 1892 kehrte das Schiff nach Wladiwostok zurück, am selben Tage ging das Kommando auf den Kapitän 1. Ranges G. P. Tschuchnin über. Dieser führte das Schiff im Sommer 1892 nach Europa zurück. Am 16. Oktober 1892 legte die Pamjat Asowa nach einer mehr als zweijährigen Reise wieder in Kronstadt an.

### Mittelmeer

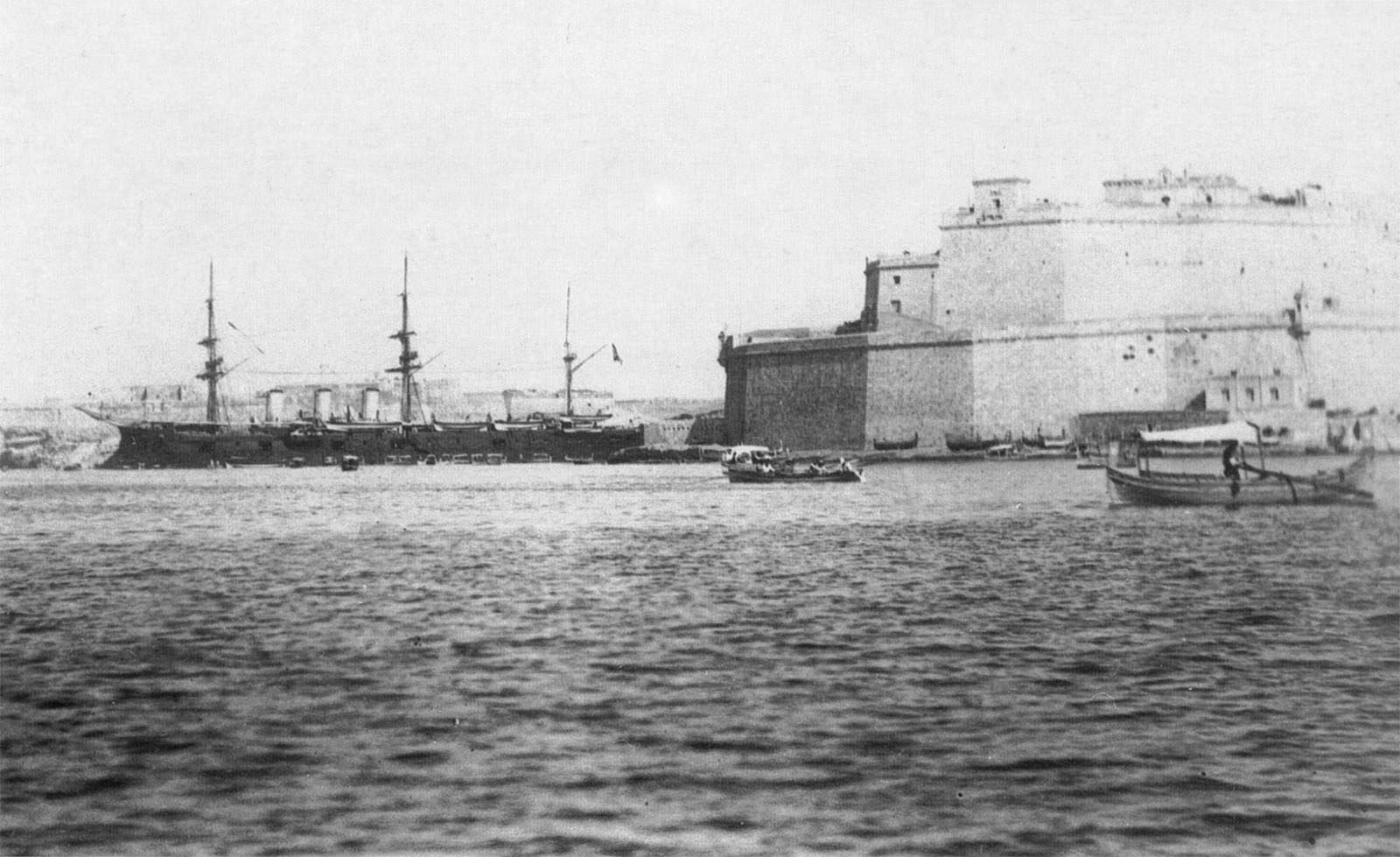
Pamjat Asowa im Grand Harbour von Valletta, Malta

Im Winter 1892/93 wurden die Arbeiten am Schiff zur Beseitigung der Überladung des Schiffes fortgesetzt, unter der das Schiff seit seiner Indienststellung litt. Entgegen den Forderungen Tschuchnins war die Marinetechnische Kommission mit dem Tausch der Besegelung gegen ein leichteres Rigg nicht einverstanden.
Am 23. August 1893 lief der Kreuzer aus Kronstadt aus, um sich dem russischen Mittelmeergeschwader anzuschließen. Ende September rammte der neu zum Geschwader hinzugestoßene Kreuzer Admiral Nachimow die Pamjat Asowa, als er seinen Platz am Ende der Kiellinie einnehmen wollte. Dank dem entschlossenen und richtigen Handeln des Kreuzers Pamjat Asowa kam es jedoch nur zu einer leichten Berührung mit unerheblichen Beschädigungen.
Das Geschwader war im griechischen Hafen Piräus stationiert. Von dort aus wurden Besuchsfahrten zu verschiedenen Mittelmeerhäfen unternommen. Zwischen den Fahrten wurde Gefechtsausbildung durchgeführt und Übungsmanöver gefahren. Der Dienst im Mittelmeer dauerte bis Ende 1894 an.

### Stiller Ozean

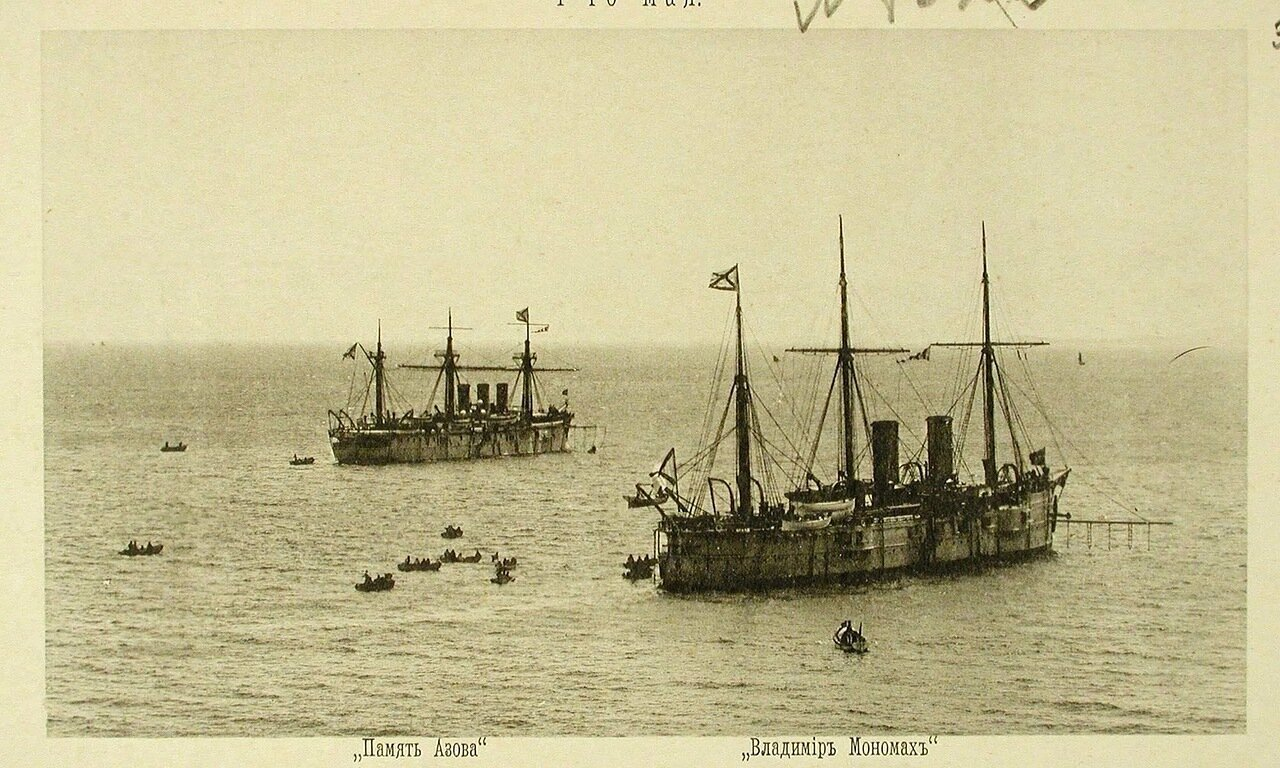
Die Kreuzer Wladimir Monomach und Pamjat Asowa vor Zhifu, China, 1895. Die Pamjat Asowa führt die St.-Georgs-Flagge am Besanmast

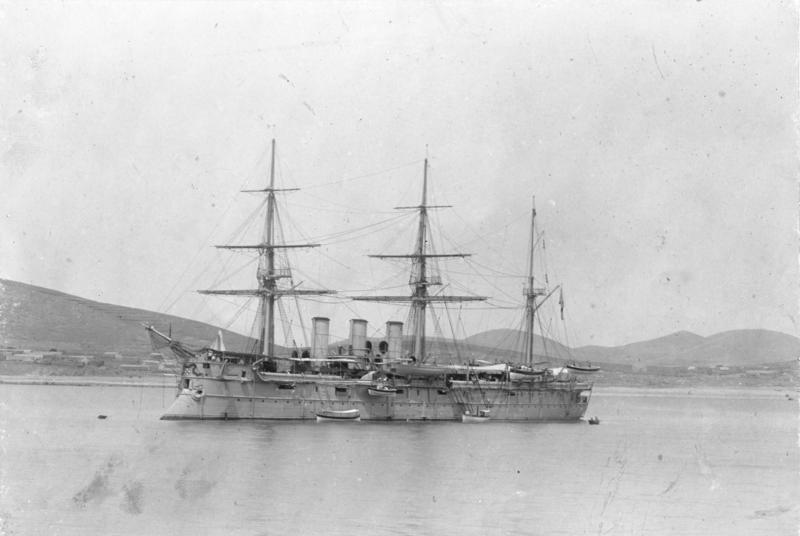
Pamjat Asowa auf Reede vor Tsingtau, China

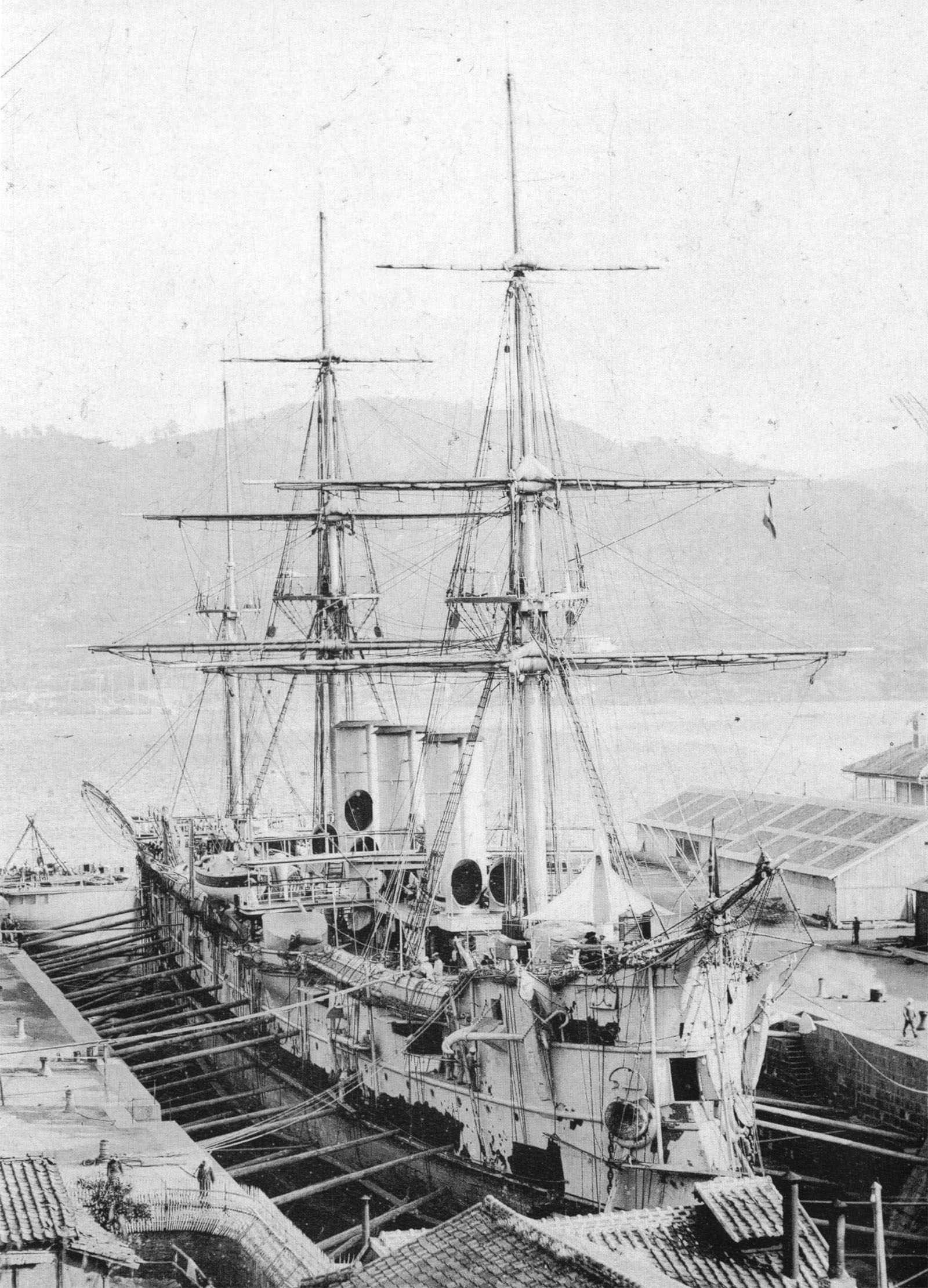
Die Pamjat Asowa im Trockendock in Nagasaki, 1896

Gegen Ende des Jahres wurde das Schiff für den Dienst im Stillen Ozean abgestellt. Die Pamjat Asowa lief am 22. November 1894 aus Piräus aus. Die Verlegung erfolgte so plötzlich, dass das Schiff den Feiertag des Heiligen Georgs am 26. November auf See begehen musste. Da die St.-Georgs-Flagge von der Asow auf die Pamjat Asowa übergegangen war, war dieser Tag auch der Feiertag des Schiffes. Auf dem Weg in den Stillen Ozean schleppte das Schiff die beiden neugebauten Torpedokreuzer Wsadnik (Всадник) und Gaidamak (Гайдамак).
Am 6. Februar 1895 wurde Nagasaki erreicht. Das Schiff wurde Flaggschiff des Kommandierenden des Pazifik-Geschwaders Vizeadmiral Pawel Petrowitsch Tyrtow. Im Einklang mit den von der japanischen Regierung erlassenen Regelungen wurde das Geschwader auf verschiedenen japanische Häfen verteilt. In Nagasaki verblieben die Pamjat Asowa und die Wladimir Monomach. Zu ihnen stieß am 6. April 1895 das Flaggschiff des Mittelmeergeschwaders, das Schlachtschiff Imperator Nikolai I. unter dem Kommando von Konteradmiral Stepan Ossipowitsch Makarow.
Ende April 1895 verlegte das Geschwader nach Zhifu. Nach Bekanntgabe der Möglichkeit der Eröffnung von Kampfhandlungen durch Japan wurden die Schiffe kampfbereit gemacht. Erstmals in der russischen Flotte wurde der Anstrich der Schiffe in einem tarnenden lichtgrauen Farbton befohlen. Die Kommandanten der Schiffe nutzen diesen Befehl, um die nach ihrer Meinung günstigsten Tarnfarben auszuwählen. Die Pamjat Asowa erhielt einen Anstrich in einem rosa-grauen Farbton. Dadurch verschmolz das Schiff nicht nur nachts, sondern auch abends und am frühen Morgen mit dem Wasser und war optisch nur schwer auszumachen. Gleichzeitig wurden Geschwaderfahrten befohlen. Die Pamjat Asowa führte im Geschwader die rechte Kiellinie an, zu der weiterhin die Kreuzer Admiral Kornilow und Rynda (Рында) gehörten.
Am 13. Mai 1895 rammte der Minenkreuzer Wsadnik mit dem Vorsteven die Pamjat Asowa mittschiffs. Dabei wurden der Kupferbeschlag und die Holzbeplankung unterhalb der Wasserlinie beschädigt. Innerhalb von siebzehn Tagen konnte der Schaden durch ein Bordkommando und Taucher behoben werden.
Japan gab nach kurzer Zeit seine Ansprüche auf die Halbinsel Liaodong vorerst auf. Da die Gefahr des unmittelbaren Ausbruches von Kampfhandlungen gebannt war, wurden die Schiffe aus China zurückgezogen und nach Wladiwostok verlegt, wo die Pamjat Asowa am 29. Juni eintraf.
Vom 3. bis zum 20. November 1896 lag das Schiff in Nagasaki im Dock, um den Unterwasserteil von Bewuchs zu befreien und kleine Schäden auszubessern. Der Bewuchs war zwischenzeitlich so stark geworden, dass das Schiff zwei Knoten Geschwindigkeit verlor. Der auf dem Bild zu erkennende, vollständige und dichte Bewuchs gab den Spezialisten Rätsel auf. Kein anderes Schiff wurde in diesem Ausmaß und mit einer derartigen Geschwindigkeit vom Bewuchs befallen. Neben der Kupferbeplankung waren auch alle Teile aus Bronze wie Lagerblätter, Stevenrohre, Propeller und die Steven betroffen. Nach dem Austausch eines Teils der Kupferbeplankung wurde das Schiff wieder zu Wasser gelassen. Nur ein Jahr später, am 20. September 1897, untersuchte der Kaiser Nikolai II. im Trockendock in Wladiwostok erneut den Unterwasserteil des Schiffes. Es zeigte sich, dass der Bewuchs weniger stark und ungleichmäßig verteilt war. Die in Nagasaki ausgewechselten Kupferbeschläge waren vollständig frei von Bewuchs. Der Kommandant des Schiffes, Kapitän 1. Ranges A. A. Virenius schlug daraufhin eine andere chemische Zusammensetzung des Beschlagmaterials vor. Auffallend war auch die Auszehrung der Kupferbleche, bei der die Kanten der Bleche dünn und brüchig wurden.
Am 10. April 1898 wurden mit dem Einverständnis des Befehlshabers des Pazifikgeschwaders die Masten des Schiffes erleichtert. Das wichtigste Ereignis im Jahr 1898 war jedoch die Teilnahme der Pamjat Asowa an der Übergabe des Hafens Port Arthur an die russische Flotte. Nachdem die Hauptkräfte des Geschwaders in Port Arthur versammelt waren, hisste Großfürst Kyrill Wladimirowitsch die Flagge mit dem Andreaskreuz auf den Goldenen Bergen. Das Schiff verblieb während des Frühjahrs und des Sommers in der neuen Basis, um anschließend in anderen Häfen Stationsdienst zu versehen.
Zum Ende des Jahres 1899 wurden die Kreuzer im Stillen Ozean durch Schlachtschiffe ersetzt. Die Pamjat Asowa lief am 28. November aus Wladiwostok aus und erreichte im Frühjahr des Folgejahres Kronstadt. Von 1894 bis 1900 bildete die Pamjat Asowa die Hauptstoßkraft des Pazifikgeschwaders. In dieser Zeit überlebte das Schiff vier Geschwader- bzw. Flottenbefehlshaber und drei Kommandanten.

### Ostsee

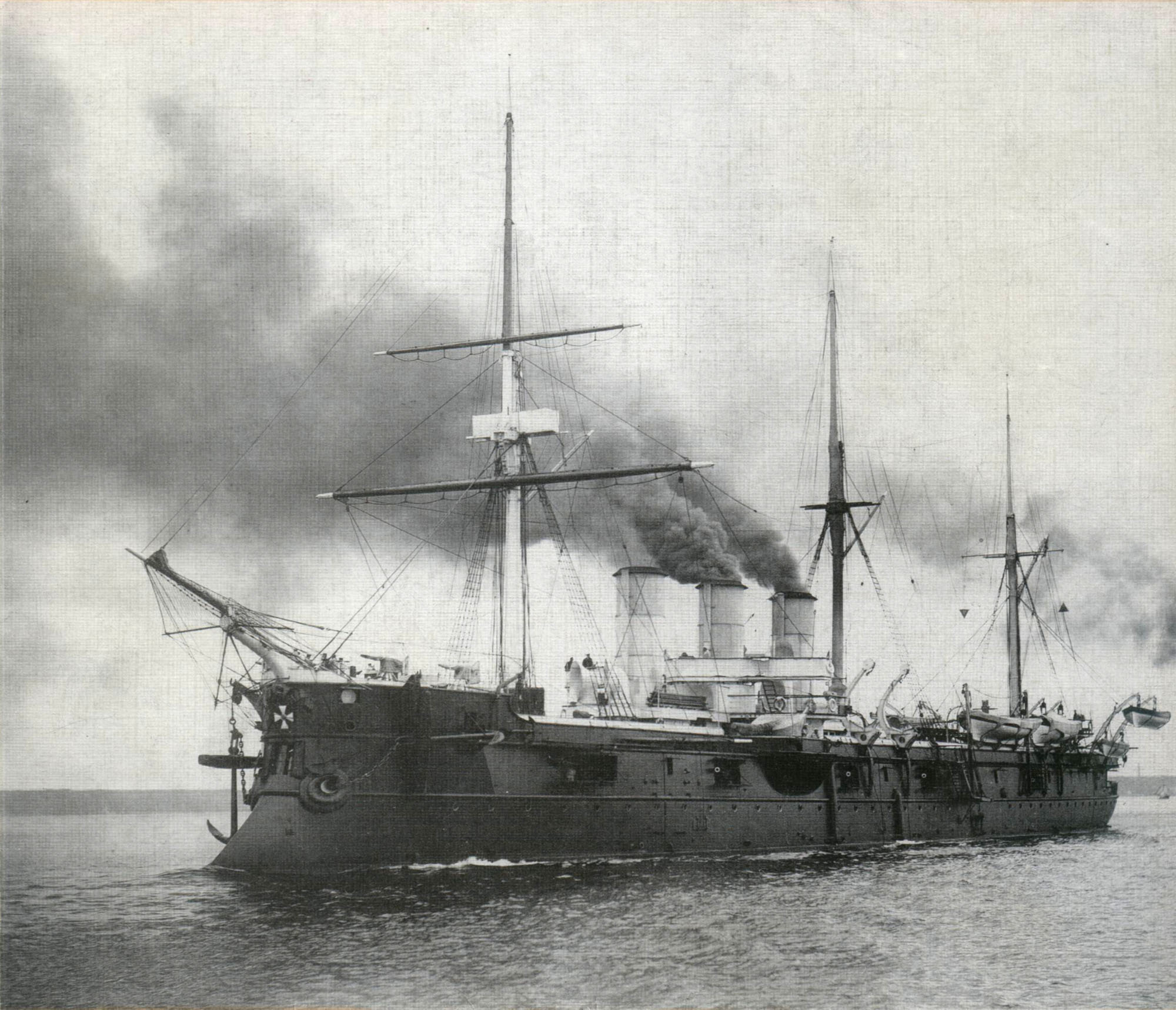
Pamjat Asowa im Dienst der Artillerie-Ausbildungseinheit, 1902

Die Pamjat Asowa erwies sich vorerst noch als unverzichtbar für die russische Flotte. Im Jahr 1900 wurde die Bewaffnung des Schiffes modernisiert die Kessel erneuert und das veraltete, zentrale Pumpensystem des Schiffes ausgebaut. Anschließend, im Sommer 1901, wurde das Schiff als Flaggschiff der Artillerie-Ausbildungseinheit zugeteilt und nahm an Lehrvorführungen teil.
Zu Beginn des Russisch-Japanischen Krieges wurde das Schiff dem 3. Pazifikgeschwader zugeteilt, der technische Zustand ließ jedoch eine Verlegung in den Stillen Ozean und die Teilnahme an Kampfhandlungen nicht mehr zu. Im Jahr 1904 wurde das Schiff einer Generalreparatur unterzogen. In der Franko-Russischen Werft (Франко-Русский судостроительный завод) in St. Petersburg wurden die Kessel durch 18 Dampfkessel des französischen Systems Belville ersetzt. Die drei Masten wurden entfernt und zwei neue Masten aufgesetzt und Einrichtungen zum Verlegen von Seeminen eingebaut. Nach dem Abschluss der Arbeiten 1906 wurde der Kreuzer der Minen-Ausbildungseinheit für die Dauer der Ausbildung zugeteilt.

### Meuterei

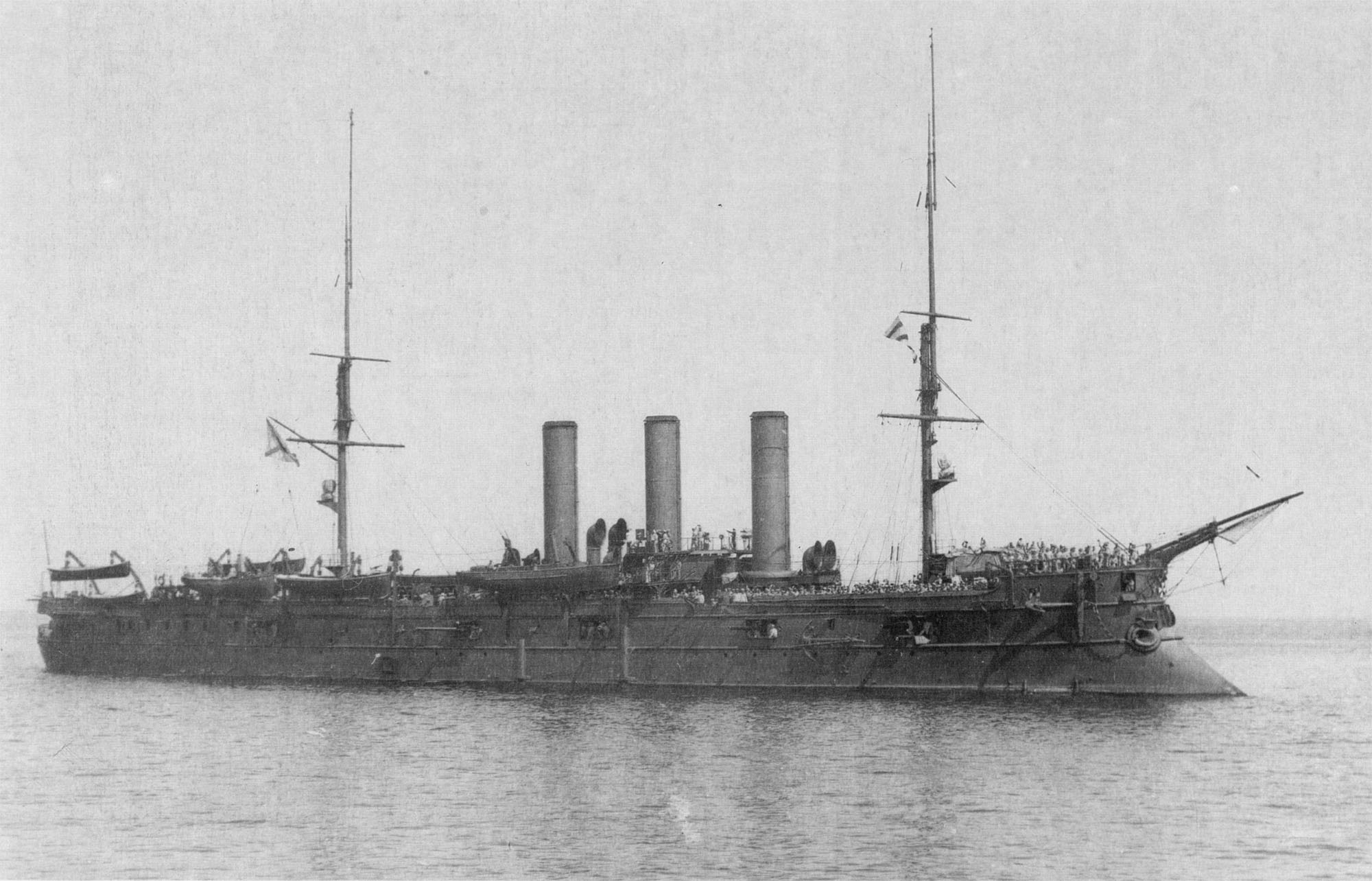
Pamjat Asowa in den Tagen der Meuterei

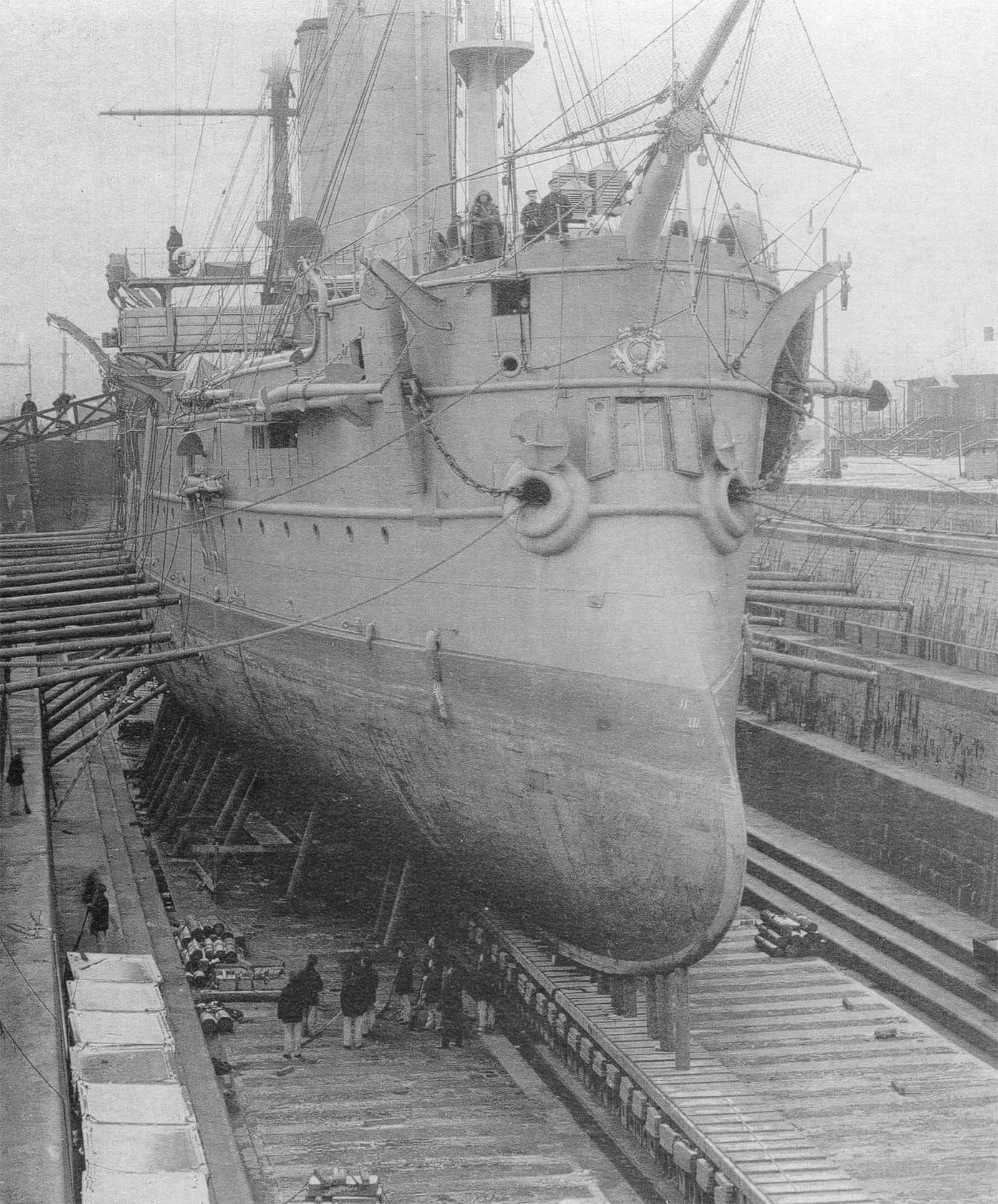
Ausbildungsschiff Dwina während des Umbaus in Kronstadt, 1910

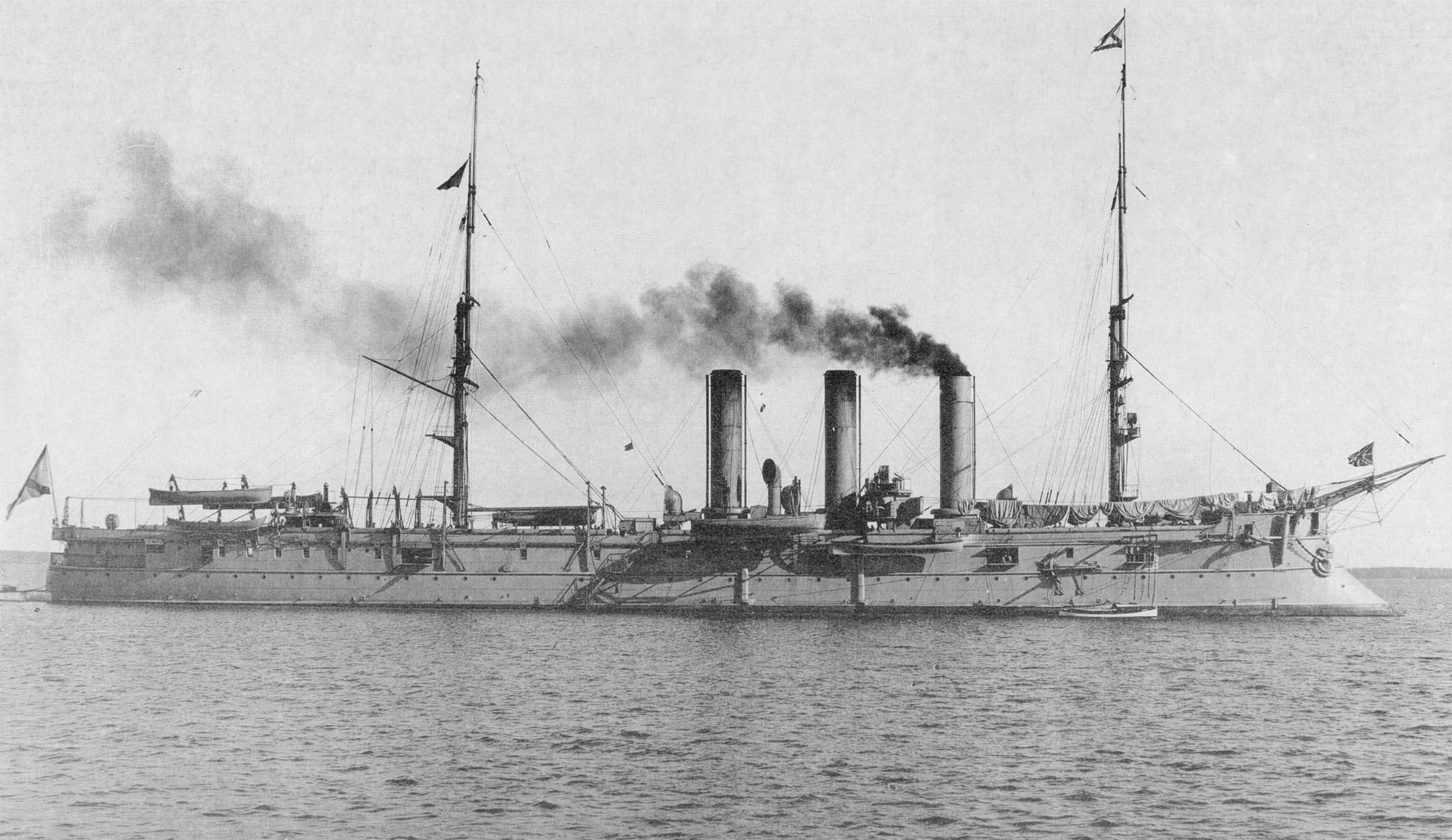
Ausbildungsschiff Dwina auf der Reede von Reval, 1910

Im Jahr 1906 diente die Pamjat Asowa als Flaggschiff der Artillerie-Ausbildungseinheit unter dem Chef der Abteilung, dem Flügeladjutanten Kapitän 1. Ranges H. D. Dabitscha. Unter der Stammbesatzung und den Lehrgangsteilnehmern hatte sich in dieser Zeit eine diffuse revolutionäre Stimmung entwickelt. Einige Mitglieder der Stammbesatzung führten politische Agitationen, verteilten linkes Schriftgut und Proklamationen der Russischen Sozialdemokratischen Partei (RSDP).
Am 19. Juli lag die Pamjat Asowa in der Bucht von Papownik in der Nähe von Reval, als der Agitator Arsenii Koptjuch als Matrose verkleidet vom Torpedokreuzer Abrek (Абрек) unbemerkt auf das Schiff übersetzte. Gegen 11 Uhr nachts wurde eine Versammlung des Schiffskomitees einberufen, zu der sich ungefähr 50 Unteroffiziere und Matrosen versammelten. Durch ein Telegramm hatte das Komitee vom Aufstand in der Festung Sveaborg Kenntnis erhalten. Es wurde darüber gestritten, ob sich das Schiff dem Aufstand anschließen sollte. Gegen zwei Uhr nachts erhielt der Wachhabende Offizier Kenntnis von der Anwesenheit eines Fremden auf dem Schiff. Er ließ Koptjuch daraufhin festnehmen. Der vorläufig festgenommene Koptjuch verhielt sich unkooperativ, statt auf die Fragen des Kommandanten zu antworten, räkelte er sich in einer Badewanne. Der Kommandant befahl daraufhin, Koptjuch Rangabzeichen und Mütze abzunehmen und ihn auf den Torpedokreuzer Wojewoda (Воевода) zu verbringen, der am nächsten Morgen nach Reval zum Aufnehmen von Proviant laufen sollte.
Unter der Führung des Quartiermeisters Lobadin beschaffte sich daraufhin die Besatzung des Schiffes Waffen. Um drei Uhr vierzig fiel der erste Schuss. Es begann eine Schießerei auf dem Oberdeck. Der Wachhabende Offizier wurde getötet, ein weiterer Stabsoffizier schwer verwundet. Auf Befehl des Kommandanten, der unter Deck verblieb, versuchten zwei Offiziere, das Oberdeck handstreichartig zu nehmen. Einer der Offiziere wurde sofort erschossen, dem anderen gelang der Sprung in die Ostsee, er wurde von den Meuterern im Wasser erschossen. Die Meuterer deckten die Luken zum Unterdeck auf und schossen aus der Deckung durch die Öffnungen, dabei wurde der Schiffsarzt getötet, der vor der Kammer des Arrestanten Posten bezogen hatte. Der Kommandant des Schiffes wurde schwer verwundet, der dienstälteste Fähnrich getötet und der dienstälteste Mechaniker in seiner Kajüte totgeschlagen.
Einem Teil der Offiziere gelang unter Führung des Kommandanten die Flucht in einer Dampfbarkasse, der andere Teil und eine Anzahl der Unteroffiziere blieb auf dem Schiff zurück. Zur Verfolgung der Flüchtenden setzten die Meuterer einen Dampfkutter mit einer 37-mm-Kanone ein. Die Barkasse der Offiziere erhielt mehr als zwanzig Treffer, dabei wurden der Kommandant und ein Fähnrich getötet, weitere, darunter der Chef der Artillerie-Ausbildungsabteilung, verletzt. Der Kutter der Meuterer lief jedoch auf Grund und musste zur Pamjat Asowa zurückkehren. Die Meuterer belagerten die Offiziersmesse, in der sich die auf dem Schiff zurückgebliebenen Offiziere und Unteroffiziere aufhielten, stellten jedoch das Feuer ein. Um 4:30 Uhr waren alle Offiziere verhaftet und unter starker Bewachung in ihren Kajüten eingesperrt.
Auf Vorschlag Koptjuchs wurde ein Komitee für die Schiffsführung gewählt. Zum Kommandanten des Schiffes wählte man den Quartiermeister Lobadin. Nach dem Frühstück wurde das Kommando zum Lichten des Ankers gegeben. Gleichzeitig wurde ein Signal gesetzt, das die auf Reede liegenden Schiffe aufforderte, der Pamjat Asowa zu folgen. Die Torpedokreuzer Abrek und Wojewoda sowie der Minenleger Retiwy (Ретивый) weigerten sich jedoch, dem Befehl Folge zu leisten. Daraufhin befahl Lobadin, mit den Steuerbordgeschützen die Abrek und den Minenleger unter Beschuss zu nehmen. Die Geschützbedienungen weigerten sich jedoch, das Feuer zu eröffnen. Lobadin und seine Genossen gaben zwei Schüsse ab, da sie aber mit der Bedienung der Geschütze nicht vertraut waren, versagten diese. Daraufhin lief die Pamjat Asowa in die offene See und nahm Kurs nach Reval auf.
Um 17 Uhr ging das Schiff auf der Reede von Reval vor Anker. Die Stimmung der Meuterer begann zu sinken. Ein Unteroffizier versuchte, die Ordnung auf dem Schiff wiederherzustellen, wurde bei dem Versuch jedoch getötet. Daraufhin gab Lobadin den Befehl, alle verbliebenen Ausbildungs-Unteroffiziere zu erschießen. Diese konnten die Besatzung jedoch überzeugen, diesen Befehl nicht auszuführen und stattdessen die Führer der Meuterei festzusetzen. Die arrestierten Offiziere wurden befreit und der Aufstand für beendet erklärt. Fast alle Meuterer wurden auf der Back zusammengetrieben und von der Besatzung beschossen. Einigen gelang der Sprung über Bord. Lobadin wurde tödlich verwundet, worauf sich die übrig gebliebenen Meuterer ergaben. Die entwaffneten und festgenommenen Meuterer und der Großteil der Mannschaft wurden an Land gebracht, auf dem Schiff verblieb lediglich das Schiffsmaschinenpersonal. Am folgenden Morgen ergab sich der letzte an Bord verbliebene Meuterer, der sich in einer Kajüte verbarrikadiert hatte.
91 Mannschaften und Unteroffiziere sowie vier Zivilisten wurden vor ein Kriegsgericht gestellt. Die Verhandlung begann am 31. Juli und wurde am 4. August ein Uhr nachts abgeschlossen. Koptjuch und siebzehn Meuterer wurden zum Tode durch Erhängen verurteilt, zwölf Meuterer zur Zwangsarbeit zwischen sechs und zwölf Jahren, 13 Matrosen wurden Strafbataillonen überstellt bzw. zu Haftstrafen verurteilt, 15 erhielten Disziplinarmaßnahmen, und 34 Matrosen wurden freigesprochen. Die Fälle von drei Zivilisten wurden der Staatsanwaltschaft übergeben. Der Chef der Ausbildungsabteilung wandelte auf dem Gnadenwege die Todesurteile in Tod durch Erschießen um. Am 5. August wurden die Verurteilten hingerichtet und auf See bestattet.
Die Meuterei wurde niedergeschlagen, führte jedoch zur Umbenennung des Schiffes. Am 12. Februar 1909 wurde die Pamjat Asowa in Dwina (Двина) umbenannt. Die St.-Georgs-Flagge wurde eingezogen, die Bewaffnung auf vier 47-mm-Kanonen und der Treibstoffvorrat auf 650 t reduziert.

### Letzte Jahre

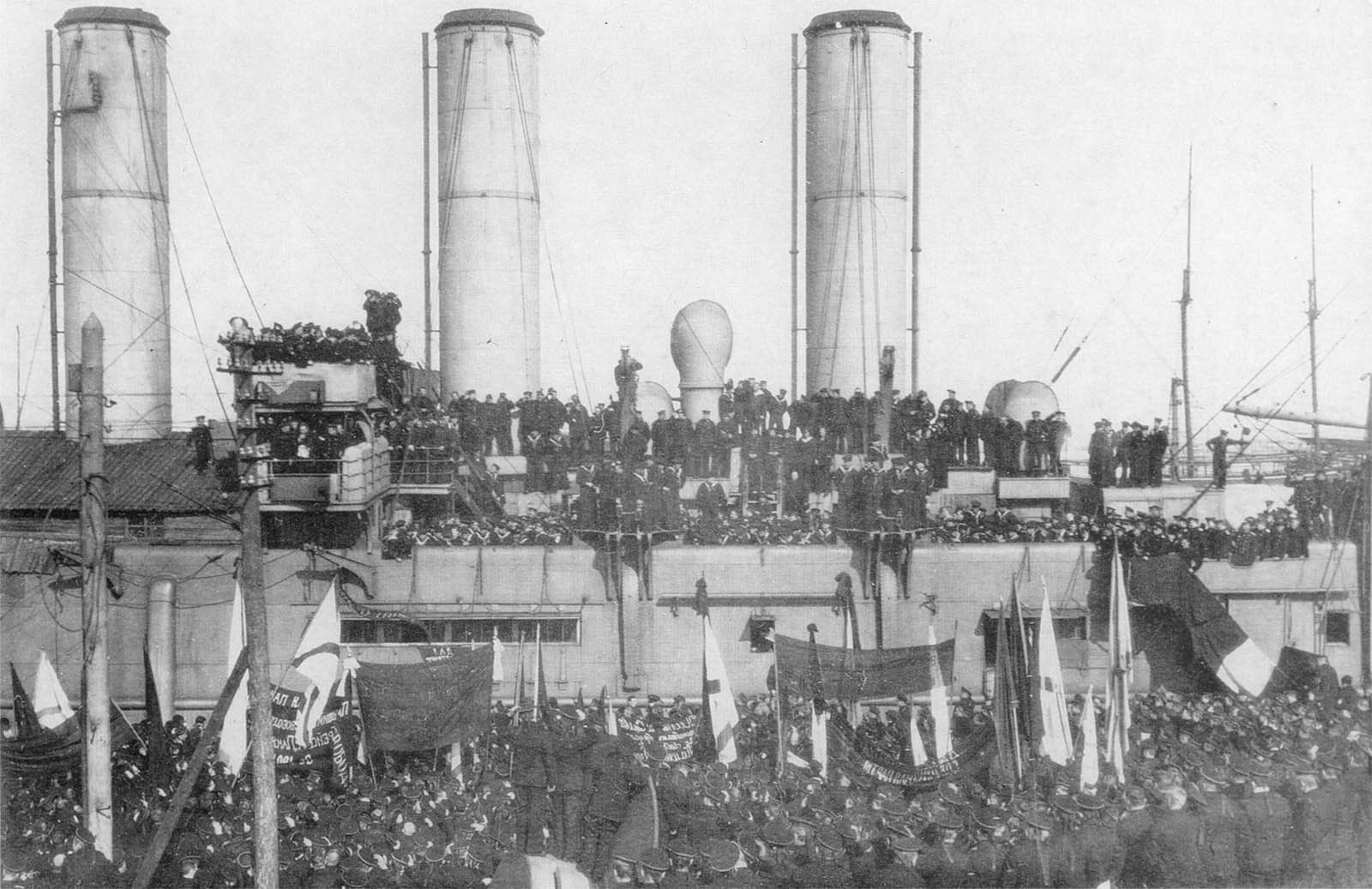
Pamjat Asowa in Kronstadt, Frühjahr 1917

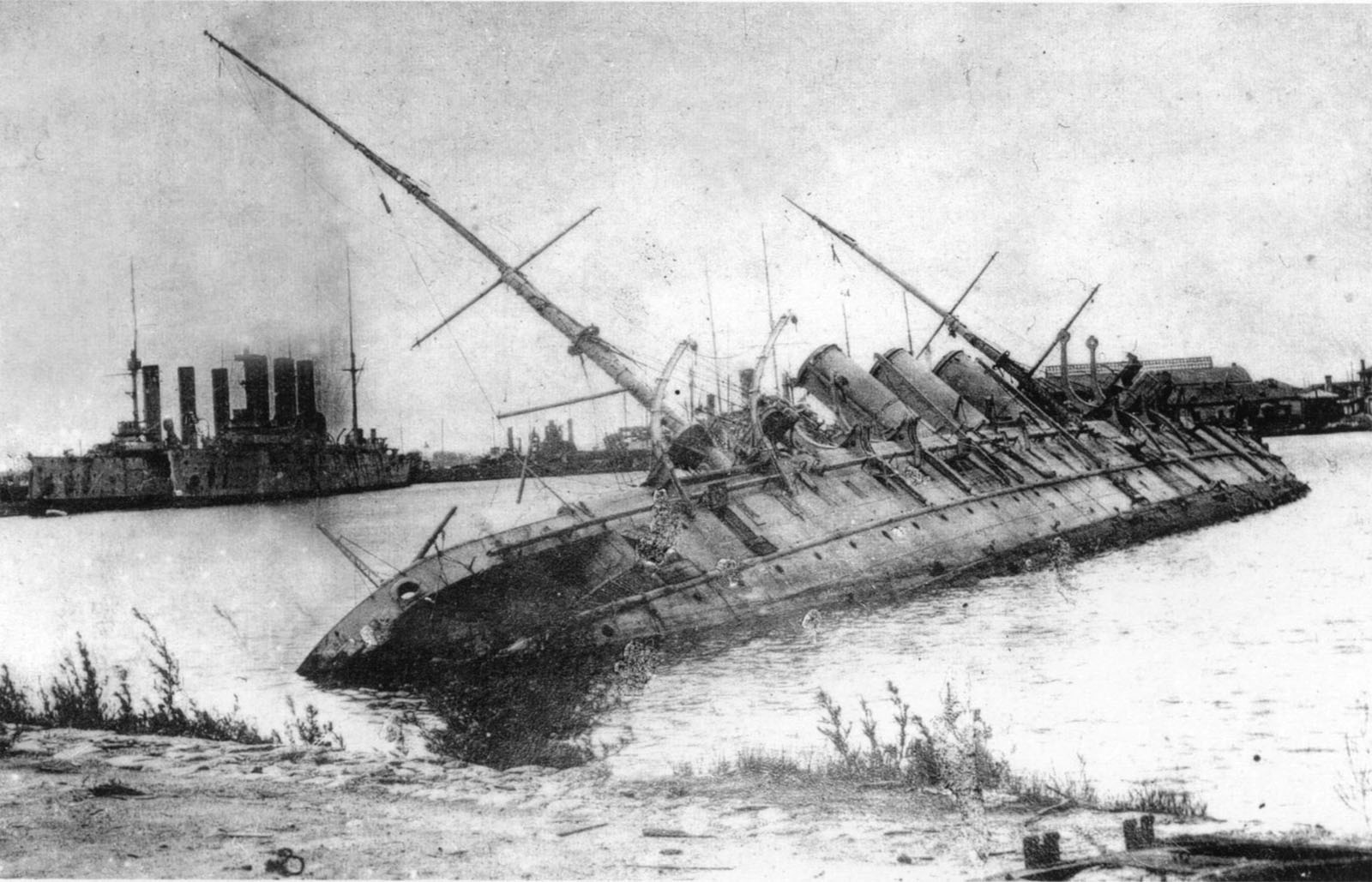
Ausbildungsschiff Pamjat Asowa auf Grund vor Kronstadt, 1919–1921

Im Herbst 1915 wurde die Dwina schwimmende Basis für die im Ostseeraum handelnden englischen U-Boote. Anstelle der demontierten Ausrüstung wurden Lagerräume für Ersatzteile und Torpedos eingerichtet. Ein Großteil des Schiffes war mit Unterkünften für die Besatzungen der U-Boote und russisches Hilfspersonal belegt.
Am 31. März 1917 erließ das Marineministerium auf Druck der revolutionären Massen einen Befehl

„О возвращении названий кораблям, отнятым у них за революционные выступления“

„Über die Rückgabe von Namen an Schiffe, denen er wegen revolutionärer Aufstände genommen wurde“

infolgedessen die Dwina wieder in Pamjat Asowa umbenannt wurde.
Im Frühjahr 1918 sprengten die Briten ihre Schiffe im Ostseeraum und evakuierten die Besatzungen. Während des Eismarsches der Baltischen Flotte (russ.: Ледовый поход Балтийского флота) wurde die Pamjat Asowa als Flaggschiff eingesetzt und verließ als eines der letzten Schiffe am 6. Mai Helsingfors. Die Pamjat Asowa wurde in der Kronstädter Bucht an Land gelegt und teilweise konserviert.
In der Nacht zum 18. August 1919 führten britische Truppen eine kombinierte Operation zur Vernichtung der Kampfschiffe der Baltischen Flotte durch. Sechs Motor-Torpedoboote drangen in die Kronstädter Bucht ein. Die Aktion wurde durch einen gleichzeitig durchgeführten Ablenkungsangriff von Flugzeugen unterstützt. Eines der wenigen Opfer des Angriffs war die Pamjat Asowa, die am Eingang der Kronstädter Bucht lag und den Angreifern ihre Breitseite darbot. Die U-Boote, die das eigentliche Ziel des Angriffs waren und die Pamjat Asowa als schwimmende Basis nutzten, verholten in dieser Nacht auf andere Liegeplätze und waren vom Angriff nicht betroffen. Diese Operation war das erste und letzte Gefecht, an dem die Pamjat Asowa teilnahm. Von zwei Torpedos getroffen, sank das Schiff mit 60° Schlagseite nach Backbord auf Grund. Für die nächsten sechs Jahre blieb das halbversunkene Schiff in der Einfahrt der Kronstädter Bucht liegen. Die 1921 begonnenen Bergungsarbeiten gestalteten sich kompliziert und konnten erst im Dezember 1923 abgeschlossen werden. Am 16. November 1924 wurde das Schiff in das Dock in Kronstadt geschleppt und ab 16. April 1925 nach Ausbau noch brauchbarerer Ausrüstungsgegenstände als Lager benutzt. Am 25. November 1925 wurde das Schiff offiziell aus der Flottenliste der Roten Arbeiter- und Bauern-Flotte gestrichen und von 1927 bis 1929 abgebrochen.